# Communauté de communes du Haut-Anjou
La communauté de communes du Haut-Anjou est une ancienne communauté de communes française située dans le département de Maine-et-Loire et la région Pays de la Loire.
Elle se situe dans la partie orientale du syndicat mixte Pays de l'Anjou bleu, Pays segréen.

## Historique
La communauté de communes est créée le 1er janvier 1997, par arrêté préfectoral du 31 décembre 1996.
En 2002, la « communauté de communes des Pays de Châteauneuf sur Sarthe » change de nom pour devenir la « communauté de communes du Haut Anjou ».
Elle modifie ses statuts en 2005.
Dans le cadre de la loi de réforme des collectivités territoriales du 16 décembre 2010, un projet de fusion est initié en 2011 entre la communauté de communes de Loir-et-Sarthe (CCLS) et la communauté de communes du Haut-Anjou (CCHA), ; Projet ayant pour conséquence le regroupement des neuf communes en une seule intercommunalité au 1er janvier 2014. En 2013, le projet est abandonné, le consensus n'étant pas établi,.
En 2015, un projet de fusion naît entre l'intercommunalité et celle de la région du Lion-d'Angers.
Le 1er janvier 2016, Chemiré-sur-Sarthe constitue avec Morannes la commune nouvelle de Morannes-sur-Sarthe. Celle-ci choisit de faire partie de la Communauté de communes des Portes-de-l'Anjou à partir du 1er février 2016.
Le schéma départemental de coopération intercommunale de Maine-et-Loire, approuvé le 22 janvier 2016 par la commission départementale de coopération intercommunale, envisage la fusion de la communauté de communes du Haut-Anjou avec la communauté de communes Ouest-Anjou et la communauté de communes de la région du Lion-d'Angers à partir du 1er janvier 2017. Celle-ci est effective au 1er janvier 2017 pour constituer la communauté de communes des Vallées du Haut-Anjou.

## Territoire communautaire

### Composition
La communauté de communes du Haut Anjou regroupait dix communes, :
| Nom                            | Code Insee | Gentilé        | Superficie (km2) | Population (dernière pop. légale) | Densité (hab./km2) |
| ------------------------------ | ---------- | -------------- | ---------------- | --------------------------------- | ------------------ |
| Châteauneuf-sur-Sarthe (siège) | 49080      | Castelneuviens | 14,39            | 3 137 (2014)                      | 218                |
| Brissarthe                     | 49051      | Brissarthois   | 16,99            | 624 (2014)                        | 37                 |
| Champigné                      | 49065      | Champignéens   | 22,70            | 2 121 (2014)                      | 93                 |
| Cherré                         | 49096      | Cherréens      | 13,91            | 544 (2014)                        | 39                 |
| Contigné                       | 49105      | Contignéens    | 23,31            | 766 (2014)                        | 33                 |
| Juvardeil                      | 49170      | Juvardeillais  | 18,95            | 800 (2014)                        | 42                 |
| Marigné                        | 49189      | Marignéens     | 24,41            | 697 (2014)                        | 29                 |
| Miré                           | 49205      | Miréens        | 17,73            | 1 033 (2014)                      | 58                 |
| Querré                         | 49254      | Queréens       | 12,41            | 333 (2014)                        | 27                 |
| Sœurdres                       | 49335      | Sœurdréens     | 15,24            | 390 (2014)                        | 26                 |

## Politique et administration

### Présidence
| Période                                    | Période | Identité        | Étiquette | Qualité                                                                        |
| ------------------------------------------ | ------- | --------------- | --------- | ------------------------------------------------------------------------------ |
| Syndicat intercommunal à vocation multiple |         |                 |           |                                                                                |
| 1990                                       | 1996    | Yves Constantin | UDF       | Maire de Châteauneuf-sur-Sarthe (1989 → 2001) Conseiller général (1988 → 2001) |
| Communauté de communes                     |         |                 |           |                                                                                |
| 1997                                       | 2001    | Yves Constantin | UDF       | Maire de Châteauneuf-sur-Sarthe (1989 → 2001) Conseiller général (1988 → 2001) |
| 2001                                       | 2008    | Yvon Puaud      | SE        | Maire de Juvardeil (1995 → 2008)                                               |
| 2008                                       | 2014    | Michel Rousseau | UMP       | Adjoint au maire de Châteauneuf-sur-Sarthe                                     |
| 2014                                       | 2016    | Marilyne Lézé   |           | Adjointe au maire de Châteauneuf-sur-Sarthe                                    |

## Population

### Démographie
| 2006  | 2009   | 2012   | 2013   |
| ----- | ------ | ------ | ------ |
| 9 569 | 10 340 | 10 605 | 10 652 |

### Logement
On comptait en 2009, sur le territoire de la communauté de communes, 4 611 logements, pour un total sur le département de 360 144. 88 % étaient des résidences principales, et 64 % des ménages en étaient propriétaires.

### Revenus
En 2010, le revenu fiscal médian par ménage sur la communauté de communes était de 16 076 €, pour une moyenne sur le département de 17 632 €.

## Économie
Sur 814 établissements présents sur l'intercommunalité à fin 2010, 32 % relevaient du secteur de l'agriculture (pour 17 % sur l'ensemble du département), 6 % relevaient du secteur de l'industrie, 10 % du secteur de la construction, 40 % du secteur du commerce et des services (pour 53 % sur le département) et 12 % de celui de l'administration et de la santé.